# Yongchun (socken i Kina)
Yongchun (kinesiska: 永春, 永春乡) är en socken i Kina. Den ligger i provinsen Hunan, i den södra delen av landet, omkring 290 kilometer söder om provinshuvudstaden Changsha. Antalet invånare är 7689. Befolkningen består av 3 648 kvinnor och 4 041 män. Barn under 15 år utgör 25,0 %, vuxna 15-64 år 64 %, och äldre över 65 år 9,0 %.
Genomsnittlig årsnederbörd är 1 932 millimeter. Den regnigaste månaden är maj, med i genomsnitt 308 mm nederbörd, och den torraste är oktober, med 38 mm nederbörd.